# Річка (фільм, 1951)
«Річка» (англ. The River) — мелодраматичний фільм спільного виробництва Франції, Індії, США та Великої Британії, поставлений у 1951 році в Індії французьким режисером Жаном Ренуаром за однойменним романом Румера Годдена. Стрічка була відзначена Міжнародним призом на Венеційському міжнародному кінофестивалі 1951 року та ще низкою кінонагород .
Слоган фільму: Краса… Таємниця… Чудовий гумор…

## Сюжет
Геррієт розповідає про своє перше юнацьке кохання. Її сім'я родом з Англії живе в Індії на березі Гангу. У Геррієт чотири молодших сестри і брат Богі, який мріє приручити кобру. Її батько управляє складом джуту на набережній. До їх сусіда-англійця повертається з Америки племінник капітан Джон — всього за кілька днів по приїзді доньки цього сусіда Мелані з Європи, де вона навчалася. Сусід, що нещодавно втратив дружину-індуску, яку палко кохав, бачить, як його донька одягається в сарі, щоб спробувати злитися з цією країною, де вона через своє подвійне походження почувається трохи на узбіччі. Джон же відчуває себе тут абсолютним чужаком. Війна залишила глибокі сліди на його тілі (він втратив ногу) і в його душі.

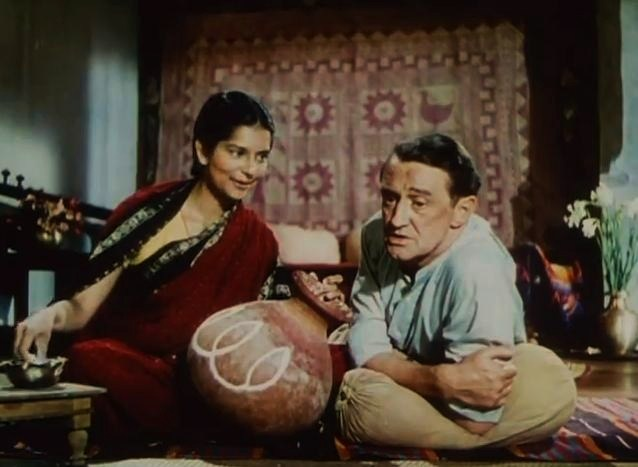
Радні Шрі Рам та Артур Шилдз у сцені з фільму

Окрім Мелані Геррієт дружить з Велері, донькою заможного колеги батька. Велері захоплюється верховою їздою; вона трохи старша за Геррієт і вже має жіночий шарм. Усі три дівчини закохуються в капітана Джона: Геррієт, наївна і невміла, як бридке каченя, що мріє перетворитися на лебедя; Велері, легковажна й жорстока юна спокусниця; Мелані, серйозна, спокійна і мудра, як сама Індія. Бурхливе життя на берегах і у водах річки, релігійні свята — як, Дівалі, — розкішні видовища та розваги, вірші, які потайки від усіх пише Геррієт, щоб примиритися з навколишнім світом та оспівати його, просочують собою кохання трьох героїнь, що зароджується.
Коли капітан Джон повідомляє про свій від'їзд, у будинку Геррієт стає сумно. Мелані, Геррієт і Велері одночасно приносять капітанові квіти. Тільки Велері, що посварилася з ним, виявляється удостоєна пристрасного поцілунку на очах у Мелані і Геррієт. «Мій перший поцілунок, — думає Геррієт, — і він дістався іншій». Під час сієсти Геррієт знаходить маленького Богі мертвим: кобра, яку він так хотів приручити, вкусила його. Вона намагається втопитися в річці. Насправді вона знала про кобру, але недавні події та від'їзд Джона, що наближається, відвернули її від цієї небезпеки. Її дістають з води рибалки. «Потрібно змиритися», — говорить Мелані Джону, відчуваючи, що йому як і раніше погано. Перед його від'їздом Геррієт набирається сміливості і освідчується йому в кохання. Коли приходить весна, мати Геррієт народжує шосту дитину. Усі три подруги отримують по листу від Джона, але листи падають з їх рук, коли вони чують перші крики немовляти.

## У ролях

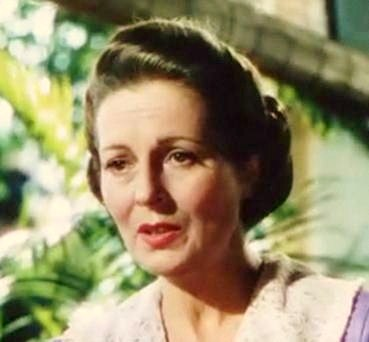
Нора Свінберн у кадрі з фільму

| • Нора Свінберн    | … | мати         |
| • Есмонд Найт      | … | батько       |
| • Артур Шилдз      | … | містер Джон  |
| • Томас Е. Брін    | … | капітан Джон |
| • Радні Шрі Рам    | … | Мелані       |
| • Супрова Мукерджі | … | няня         |
| • Патриша Волтерс  | … | Геррієт      |
| • Едрієнн Коррі    | … | Велері       |
| • Річард Фостер    | … | Богі         |

## Знімальна група
- Автор сценарію — Румер Годден, Жан Ренуар за романом Румера Годдена «Річка»
- Режисер-постановник — Жан Ренуар
- Продюсер — Кеннет Мак-Елдауні, Жан Ренуар
- Оператор — Клод Ренуар
- Композитор — М. Партха Саратхі
- Монтаж — Джордж Гейл
- Художник-постановник — Ежен Лур'є
- Артдиректор — Бансі Чандрагупта

## Про фільм
Фільм було знято в кольорі за технологією (Technicolor), щоб зробити колір насиченим. Крім того, ще п'ять місяців працювали над корекцією кольору, щоб поліпшити результат. З приводу кольору у фільмі Жан Ренуар писав:
«Тропічні зарості пропонують обмежений набір кольорів: зелений колір зелений по-справжньому, червоний — по-справжньому червоний. Ось чому Бенгалія, як і багато тропічних країн, так добре підходить для кольорової плівки. Там кольори не занадто яскраві і не перемішуються між собою. Їхня легкість примушує згадати Марі Лоренсен, Дюфі і, наважуся додати, Анрі Матісса. При зйомках „Річки“ ми вели полювання за півтонами. Лур'є [художник з декорацій] дійшов навіть до того, що в одній зі сцен перефарбував газон в зелений колір. Ніщо не пройшло повз нашого уважного погляду: ні будники, ні фіранки, ні меблі, ні одяг. Що стосується останнього, тут завдання було досить просте: індійці мають схильність до білого одягу, до ідеально простого кольору. Звичайно ж сама річка виривалася з-під нашого контролю, тому перший план доводилося підганяти під другий»

## Оцінка
Французький дослідник кіно Жак Лурселль характеризую «Річку», як «чарівний фільм, який відмічає одночасно і паузу в його [Жана Ренура] творчості, і філософське розширення його перспектив».
На думку Лурселля стрічка «виражає гонитву за двома цілями, що цікавить усіх найбільших режисерів перших повоєнних років: якомога глибше заглянути у внутрішній світ персонажів і розмістити їх — разом з їхніми переживаннями — в загальне, глобальне бачення реальності. […] У всіх своїх аспектах фільм віддає належне зовнішній пишноті, мудрості життя та єдності Всесвіту. По відношенню до цієї єдності людина всередині себе, всередині своїх особистих переживань, може почуватися самотньою, вигнаною але це небезпечна ілюзія, яка повинна зникнути, відступивши перед визнанням вищої рівноваги життєвих циклів, перед покірністю природному стану речей та цілісності світу».

## Нагороди та номінації
| Список нагород та номінацій            | Список нагород та номінацій | Список нагород та номінацій        | Список нагород та номінацій | Список нагород та номінацій | Список нагород та номінацій |
| Кінопремія                             | Рік                         | Категорія                          | Номінант(и)                 | Результат                   |                             |
| -------------------------------------- | --------------------------- | ---------------------------------- | --------------------------- | --------------------------- | --------------------------- |
| Венеційський міжнародний кінофестиваль | 1951                        | Золотий лев                        | Річка                       | Номінація                   |                             |
| Венеційський міжнародний кінофестиваль | 1951                        | Міжнародний приз                   | Річка                       | Перемога                    |                             |
| Спільнота кінокритиків Нью-Йорка       | 1951                        | Найкращий фільм                    | Річка                       | 2-е місце                   |                             |
| Національна рада кінокритиків США      | 1951                        | Найкращий іноземний фільм          | Річка                       | Перемога                    |                             |
| Премія BAFTA                           | 1953                        | Найкращий британський фільм        | Річка                       | Номінація                   |                             |
| Премія BAFTA                           | 1953                        | Найкращий фільм з будь-якої країни | Річка                       | Номінація                   |                             |